# ラファエル・デ・ソブレモンテ
ラファエル・デ・ソブレモンテ・イ・ヌーニェス・デル・カスティーリョ (第3代ソブレモンテ侯)（Rafael de Sobremonte y Núñez del Castillo, III Mrqués de Sobremonte, 1754年11月27日 - 1827年1月16日）は、スペインの政治家、リオ・デ・ラ・プラタ副王領の第9代副王である。

## 経歴
1754年にスペインのセビリアの名門貴族の家に生まれた。
1784年にスペイン本国よりコルドバに派遣され、コルドバの総督に就任した。司法制度の改善や公立学校の設立、鉱山の労働条件の改善などの諸政策を行った。
1797年に軍の監察官に選出され、ポルトガルやイギリスの攻撃に対抗できるように、モンテビデオやコロニア・デル・サクラメントの防備を強化した。
1804年4月に国王カルロス4世によりリオ・デ・ラ・プラタ副王領の副王に任命された。
1806年のイギリス軍のブエノスアイレス侵攻の際、コルドバへ逃亡したため人々の信用を失った。
1807年2月に副王を退任し、1809年にスペイン本国に戻った。1827年、スペインのカディスで亡くなった。